# Gettin’ Over
Gettin’ Over ist ein Elektro-House-, Rap- und Popsong des französischen DJs David Guetta und des US-amerikanischen Sängers Chris Willis aus Guettas viertem Studioalbum One Love. Eine Remixversion mit dem Titel Gettin’ Over You wurde als fünfte Single des Albums am 12. April 2010 weltweit veröffentlicht. Diese Version enthält zusätzlichen Gesang und Rap von Sängerin Fergie und dem amerikanischen Elektro-Hop Duo LMFAO. Der Track wurde ein Nummer-eins-Hit in Frankreich, Großbritannien und in den US-Dance Charts. Es erreichte die Top 5 in Italien, Neuseeland, Österreich, Irland und Australien.

## Gettin’ Over You
Gettin’ Over You wurde von Chris Willis, Will.i.am, Fergie und LMFAO geschrieben. In einem Interview mit Digital Spy sagte David Guetta über den Song "Er ist einer meiner vielen Gitarren ähnlichen Club Songs – das Lied ist der perfekte Nachfolger zu Love Is Gone." Laut Guetta wollten ursprünglich die Black Eyed Peas das Lied für eines ihrer Alben aufnehmen, was Guetta allerdings ablehnte. Guetta erklärte, „Sogar nachdem ich mich geweigert hatte, den Song den Peas zu überlassen, sagte Fergie immer noch: „Ich liebe diesen Song!“ Also sagte ich: „Wenn du den Song immer noch willst, machen wir es zusammen.“ Ich wollte auch Chris Willis auf dem Song behalten, da ich mit ihm seit vielen Jahren und dem Beginn meiner Karriere zusammenarbeite. […] Er ist der beste Sänger der Welt.“
Red Foo von LMFAO sagte in den MTV News über den Inhalt des Liedes: „Du bist in ein Mädchen verliebt, sie will eine Beziehung mit Lil Jon oder irgendjemanden anderen. So mache ich eine heiße Party bis der Traummann vorbeischaut.“

## Musikvideo
Das Musikvideo wurde am 20. April 2010 gedreht, Regisseur war Rich Lee, der bereits Musikvideos mit Fergies Black Eyed Peas gedreht hatte. Das Musikvideo hatte seine Weltpremiere am Donnerstag, den 18. Mai 2010. In dem Video sieht man, wie David Guetta, Chris Willis, Fergie und LMFAO den Song gemeinsam produzieren. Plötzlich strömt eine tanzende Menschenmenge ins Studio und die Aufnahmesession wird zu einer Party im Tonstudio. Guetta zufolge spielt das Video auf die Aufnahmen zum Black-Eyed-Peas-Song „I Gotta Feeling“ an, an denen Guetta als Produzent beteiligt war.

## Kritiken
Robert Copsey von Digital Spy gab dem Lied 3 von 5 Sternen. Er sagte, Guetta habe den "Rap-Part der Gruppe LMFAO vernachlässigt." Chris Willis’ Gesang wurde von Entertainment Weekly gelobt: "Willis hat das besondere in seiner Stimme und er sorgt dafür, dass das Lied seine optimale Stimmung erreicht und die Fans werden es dann lieben". FemaleFirst' erklärte, dass „Gettin' Over You“ eine „riesige Sommerhymne“ sei und gab dem Lied 4 von 5 Sternen.

## Kommerzieller Erfolg

### Chartplatzierungen
| ChartsChartplatzierungen       | Höchstplatzierung | Wochen |
| ------------------------------ | ----------------- | ------ |
| Deutschland (GfK)              | 15 (30 Wo.)       | 30     |
| Frankreich (SNEP)              | 1 (35 Wo.)        | 35     |
| Österreich (Ö3)                | 4 (32 Wo.)        | 32     |
| Schweiz (IFPI)                 | 11 (24 Wo.)       | 24     |
| Vereinigte Staaten (Billboard) | 31 (20 Wo.)       | 20     |
| Vereinigtes Königreich (OCC)   | 1 (20 Wo.)        | 20     |

| ChartsJahrescharts (2010)    | Platzierung |
| ---------------------------- | ----------- |
| Deutschland (GfK)            | 51          |
| Frankreich (SNEP)            | 25          |
| Österreich (Ö3)              | 31          |
| Schweiz (IFPI)               | 54          |
| Vereinigtes Königreich (OCC) | 52          |

### Auszeichnungen für Musikverkäufe
| Land/Region                  | Auszeichnungen für Musikverkäufe (Land/Region, Auszeichnung, Verkäufe) | Verkäufe  |
| ---------------------------- | ---------------------------------------------------------------------- | --------- |
| Australien (ARIA)            | 2× Platin                                                              | 140.000   |
| Deutschland (BVMI)           | Gold                                                                   | 150.000   |
| Frankreich (SNEP)            | —                                                                      | 117.600   |
| Italien (FIMI)               | Platin                                                                 | 30.000    |
| Neuseeland (RMNZ)            | Platin                                                                 | 15.000    |
| Österreich (IFPI)            | Gold                                                                   | 15.000    |
| Schweden (IFPI)              | Platin                                                                 | 40.000    |
| Spanien (Promusicae)         | Gold                                                                   | 20.000    |
| Vereinigtes Königreich (BPI) | Platin                                                                 | 600.000   |
| Insgesamt                    | 3× Gold · 6× Platin ·                                                  | 1.127.600 |

Hauptartikel: David Guetta/Auszeichnungen für Musikverkäufe